# Kaarsenfilter
Een kaarsenfilter wordt gebruikt voor microfiltratie van vloeistoffen.
Het medium dat voor de feitelijke filtratie zorgt wordt hierbij in de vorm van een langwerpig wegwerpelement uitgevoerd. Een of meerdere van deze elementen of kaarsen worden in een vat geplaatst. Het element is een holle koker en meestal wordt van buiten naar binnen gefiltreerd, zodat de af te vangen vaste deeltjes aan de buitenzijde worden verzameld. Naarmate er vaste delen worden afgevangen neemt de drukval over het element toe. Bij een zekere (door de fabrikant gespecificeerde) drukval wordt de filtratie gestopt en de elementen of kaarsen worden vervangen door nieuwe.

## Specificaties
Bij elk element specificeert de fabrikant een micronage, een deeltjesgrootte waarboven deeltjes door het medium worden tegengehouden. In de filtratiewereld wordt hierbij onderscheid gemaakt tussen nominale filtratie en absolute filtratie.
Bij nominale filtratie is het mogelijk dat een percentage deeltjes met de grootte van het gespecificeerde micronage toch door het media heen gaan. Bij absolute filtratie echter, wordt gegarandeerd dat alle deeltjes van het gespecificeerde micronage en groter worden tegengehouden. Dat wil zeggen dat het percentage dat wordt tegengehouden bij absolute filtratie bijna 100% is. Fabrikanten specificeren dat er vaak bij (bijvoorbeeld 99.98%), maar de waarde die absoluut filtratie wordt genoemd kan per fabrikant verschillen.
Absolute filtratie is vaak belangrijk in voedingsmiddelen- en farmaceutische toepassingen.

## Uitvoeringen
Veel nominale filterelementen zijn uitgevoerd in een vezelachtige structuur. In de filtratiemarkt zijn de volgende typen bekend:
- Harsgebonden vezels
- Gewonden touw (katoen of polyproplyeen draad)
- Meltblown

Absolute filters zijn meestal membraanfilters. Dit is een oppervlaktefiltratie. Om het oppervlak te vergroten wordt het media geplisseerd.

## Producenten
Door het drukhoudende vat en het media van elkaar te scheiden is het filterelement een zogenaamde commodity geworden in de industrie. De kosten die filtratie met zich meebrengen worden in grote mate bepaald door de kosten van het filterelement dat steeds vervangen dient te worden. Tevens is er een standaardisatie in uitvoeringen en maatvoeringen ontstaan, zodat het element van de ene producent in het filtervat van de andere producent past. Filterkaarsen zijn dan ook een sterk competitieve markt. Er zijn diverse producenten van deze filters in Europa en elders. De productie in de China en andere Aziatische landen is in opkomst.